# United Kingdom Championship Tournament (2018)
United Kingdom Championship Tournament (2018) – dwudniowa gala wrestlingu wyprodukowana przez federację WWE dla zawodników z brandów NXT i NXT UK. Gale odbyły się 18 i 19 czerwca 2018 w Royal Albert Hall w Londynie w Anglii. Emisja będzie przeprowadzana za pośrednictwem WWE Network w dniach 25 i 26 czerwca 2018. Była to druga gala z cyklu WWE United Kingdom Championship Tournament.
Podczas pierwszego dnia odbył się drugi turniej United Kingdom Championship Tournament, który wygrał Zack Gibson. Drugiego dnia Gibson przegrał pojedynek o WWE United Kingdom Championship z Pete’em Dunne’em. Ponadto podczas gali były bronione tytuły NXT North American, Women’s i Tag Team Championship.

## Produkcja
15 grudnia 2016, Triple H ogłosił, że w styczniu odbędzie się WWE United Kingdom Championship Tournament koronujący inauguracyjnego posiadacza WWE United Kingdom Championship. Turniej i mistrzostwo wygrał Tyler Bate. Dzięki wygranej, 19-letni wówczas Bate stał się najmłodszym singlowym mistrzem w historii federacji i trzecim ogółem. 15 maja 2017 WWE ogłosiło, że cztery dni później odbędzie się specjalna gala United Kingdom Championship Special. 7 kwietnia 2018, WWE ogłosiło organizację drugiej edycji United Kingdom Championship Tournament, które odbędzie się 18 i 19 czerwca w Royal Albert Hall.
25 maja 2018 potwierdzono obecność Shawna Michaelsa oraz Triple H podczas gal. 7 czerwca wyznaczono Johnny’ego Sainta jako generalnego menadżera brandu NXT UK.

### Rywalizacje
28 kwietnia 2018 zostało ogłoszone, że British Strong Style (Pete Dunne, Trent Seven i Tyler Bate) zmierzą się z członkami grupy The Undisputed Era (Adamem Colem, Kyle’em O’Reillym i Roderickem Strongiem) w six-man tag team matchu podczas pierwszego dnia gali.
14 maja WWE ujawniło, że walki pierwszej rundy odbędą się podczas Download Festival w dniach 8-10 czerwca, zaś reszta pojedynków odbędzie się pierwszego dnia gali. Finałową walkę o United Kingdom Championship z Pete’em Dunne’em wyznaczono na 19 czerwca. 16 maja ujawniono pierwszych ośmiu uczestników turnieju: Zacka Gibsona, Joego Coffeya, Jacka Gallaghera, Dave’a Mastiffa, Kenny’ego Williamsa, Ligero, Josepha Connersa i Amira Jordana. Dwa dni później ujawniono kolejną ósemkę uczestników.
23 maja ogłoszono, że Aleister Black i Ricochet zmierzą się z EC3 i Velveteen Dreamem w tag team matchu 19 czerwca. 25 maja wyznaczono fatal four-way match pomiędzy Islą Dawn, Jinny, Killer Kelly i Toni Storm na 18 czerwca. Zwyciężczyni otrzymała walkę o NXT Women’s Championship z Shayną Baszler dzień później. 18 czerwca poinformowano, że następnego dnia Adam Cole będzie bronił swojego NXT North American Championship w starciu z Wolfgangiem, zaś The Undisputed Era (Kyle O’Reilly i Roderick Strong) będą bronili NXT Tag Team Championship w pojedynku z Moustache Mountain (Tylerem Batem i Trentem Sevenem).

## Uczestnicy
| Wrestler                 | Miasto pochodzenia          | Waga (kg) | Ref    |
| ------------------------ | --------------------------- | --------- | ------ |
| Joe Coffey               | Glasgow, Szkocja            | 109       | [ 24 ] |
| Zack Gibson              | Liverpool, Anglia           | 100       | [ 25 ] |
| Gentleman Jack Gallagher | Manchester, Anglia          | 76        | [ 26 ] |
| Amir Jordan              | Pakistan / Dewsbury, Anglia | 84        | [ 27 ] |
| Kenny Williams           | Glasgow, Szkocja            | 82        | [ 28 ] |
| Ligero                   | Leeds, Anglia               | 73        | [ 29 ] |
| Dave Mastiff             | The Black Country, Anglia   | 146       | [ 30 ] |
| Joseph Conners           | Nottingham, Anglia          | 86        | [ 31 ] |
| Travis Banks             | Auckland, Nowa Zelandia     | 86        | [ 32 ] |
| Flash Morgan Webster     | Brynmawr, Walia             | 73        | [ 33 ] |
| Jordan Devlin            | Bray, Wicklow, Irlandia     | 73        | [ 34 ] |
| Tucker                   | Belfast, Irlandia Północna  | 87        | [ 35 ] |
| Drew Gulak               | Filadelfia, Pensylwania     | 88        | [ 36 ] |
| Ashton Smith             | Manchester, Anglia          | 88        | [ 37 ] |
| James Drake              | Blackpool, Anglia           | 82        | [ 38 ] |
| Tyson T-Bone             | Malvern, Anglia             | 111       | [ 39 ] |

## Tabelka turnieju
|  | Pierwsza runda Nagrania NXT (10 maja) Download Festival (8–9 czerwca) | Pierwsza runda Nagrania NXT (10 maja) Download Festival (8–9 czerwca) |                      |     | Ćwierćfinały U.K. Championship Tournament (18 czerwca) | Ćwierćfinały U.K. Championship Tournament (18 czerwca) |  |  | Półfinały U.K. Championship Tournament (18 czerwca) | Półfinały U.K. Championship Tournament (18 czerwca) |  |  | Finał U.K. Championship Tournament (18 czerwca) | Finał U.K. Championship Tournament (18 czerwca) |
|  |                                                                       |                                                                       |                      |     |                                                        |                                                        |  |  |                                                     |                                                     |  |  |                                                 |                                                 |
|  |                                                                       |                                                                       |                      |     |                                                        |                                                        |  |  |                                                     |                                                     |  |  |                                                 |                                                 |
|  |                                                                       |                                                                       |                      |     |                                                        |                                                        |  |  |                                                     |                                                     |  |  |                                                 |                                                 |
|  | Zack Gibson                                                           | Pin                                                                   |                      |     |                                                        |                                                        |  |  |                                                     |                                                     |  |  |                                                 |                                                 |
|  | Zack Gibson                                                           | Pin                                                                   |                      |     |                                                        |                                                        |  |  |                                                     |                                                     |  |  |                                                 |                                                 |
|  | / Amir Jordan                                                         | [ 41 ]                                                                |                      |     |                                                        |                                                        |  |  |                                                     |                                                     |  |  |                                                 |                                                 |
|  | / Amir Jordan                                                         | [ 41 ]                                                                | Zack Gibson          | Sub |                                                        |                                                        |  |  |                                                     |                                                     |  |  |                                                 |                                                 |
|  |                                                                       |                                                                       | Zack Gibson          | Sub |                                                        |                                                        |  |  |                                                     |                                                     |  |  |                                                 |                                                 |
|  |                                                                       | Gentleman Jack Gallagher                                              | [ 42 ]               |     |                                                        |                                                        |  |  |                                                     |                                                     |  |  |                                                 |                                                 |
|  | Drew Gulak                                                            | Gentleman Jack Gallagher                                              | [ 42 ]               | Pin |                                                        |                                                        |  |  |                                                     |                                                     |  |  |                                                 |                                                 |
|  | Drew Gulak                                                            |                                                                       |                      | Pin |                                                        |                                                        |  |  |                                                     |                                                     |  |  |                                                 |                                                 |
|  | Gentleman Jack Gallagher                                              | [ 40 ]                                                                |                      |     |                                                        |                                                        |  |  |                                                     |                                                     |  |  |                                                 |                                                 |
|  | Gentleman Jack Gallagher                                              | [ 40 ]                                                                | Zack Gibson          | Sub |                                                        |                                                        |  |  |                                                     |                                                     |  |  |                                                 |                                                 |
|  |                                                                       |                                                                       | Zack Gibson          | Sub |                                                        |                                                        |  |  |                                                     |                                                     |  |  |                                                 |                                                 |
|  |                                                                       | Flash Morgan Webster                                                  | [ 42 ]               |     |                                                        |                                                        |  |  |                                                     |                                                     |  |  |                                                 |                                                 |
|  | Flash Morgan Webster                                                  | Flash Morgan Webster                                                  | [ 42 ]               | Pin |                                                        |                                                        |  |  |                                                     |                                                     |  |  |                                                 |                                                 |
|  | Flash Morgan Webster                                                  |                                                                       |                      | Pin |                                                        |                                                        |  |  |                                                     |                                                     |  |  |                                                 |                                                 |
|  | James Drake                                                           | [ 41 ]                                                                |                      |     |                                                        |                                                        |  |  |                                                     |                                                     |  |  |                                                 |                                                 |
|  | James Drake                                                           | [ 41 ]                                                                | Flash Morgan Webster | Pin |                                                        |                                                        |  |  |                                                     |                                                     |  |  |                                                 |                                                 |
|  |                                                                       |                                                                       | Flash Morgan Webster | Pin |                                                        |                                                        |  |  |                                                     |                                                     |  |  |                                                 |                                                 |
|  |                                                                       | Jordan Devlin                                                         | [ 42 ]               |     |                                                        |                                                        |  |  |                                                     |                                                     |  |  |                                                 |                                                 |
|  | Tyson T-Bone                                                          | Jordan Devlin                                                         | [ 42 ]               | Pin |                                                        |                                                        |  |  |                                                     |                                                     |  |  |                                                 |                                                 |
|  | Tyson T-Bone                                                          |                                                                       |                      | Pin |                                                        |                                                        |  |  |                                                     |                                                     |  |  |                                                 |                                                 |
|  | Jordan Devlin                                                         | [ 41 ]                                                                |                      |     |                                                        |                                                        |  |  |                                                     |                                                     |  |  |                                                 |                                                 |
|  | Jordan Devlin                                                         | [ 41 ]                                                                | Zack Gibson          | Sub |                                                        |                                                        |  |  |                                                     |                                                     |  |  |                                                 |                                                 |
|  |                                                                       |                                                                       | Zack Gibson          | Sub |                                                        |                                                        |  |  |                                                     |                                                     |  |  |                                                 |                                                 |
|  |                                                                       | Travis Banks                                                          | [ 42 ]               |     |                                                        |                                                        |  |  |                                                     |                                                     |  |  |                                                 |                                                 |
|  | Tucker                                                                | Travis Banks                                                          | [ 42 ]               | Pin |                                                        |                                                        |  |  |                                                     |                                                     |  |  |                                                 |                                                 |
|  | Tucker                                                                |                                                                       |                      | Pin |                                                        |                                                        |  |  |                                                     |                                                     |  |  |                                                 |                                                 |
|  | Joe Coffey                                                            | [ 41 ]                                                                |                      |     |                                                        |                                                        |  |  |                                                     |                                                     |  |  |                                                 |                                                 |
|  | Joe Coffey                                                            | [ 41 ]                                                                | Joe Coffey           | Pin |                                                        |                                                        |  |  |                                                     |                                                     |  |  |                                                 |                                                 |
|  |                                                                       |                                                                       | Joe Coffey           | Pin |                                                        |                                                        |  |  |                                                     |                                                     |  |  |                                                 |                                                 |
|  |                                                                       | Dave Mastiff                                                          | [ 42 ]               |     |                                                        |                                                        |  |  |                                                     |                                                     |  |  |                                                 |                                                 |
|  | Dave Mastiff                                                          | Dave Mastiff                                                          | [ 42 ]               | Pin |                                                        |                                                        |  |  |                                                     |                                                     |  |  |                                                 |                                                 |
|  | Dave Mastiff                                                          |                                                                       |                      | Pin |                                                        |                                                        |  |  |                                                     |                                                     |  |  |                                                 |                                                 |
|  | Kenny Williams                                                        | [ 41 ]                                                                |                      |     |                                                        |                                                        |  |  |                                                     |                                                     |  |  |                                                 |                                                 |
|  | Kenny Williams                                                        | [ 41 ]                                                                | Joe Coffey           | Pin |                                                        |                                                        |  |  |                                                     |                                                     |  |  |                                                 |                                                 |
|  |                                                                       |                                                                       | Joe Coffey           | Pin |                                                        |                                                        |  |  |                                                     |                                                     |  |  |                                                 |                                                 |
|  |                                                                       | Travis Banks                                                          | [ 42 ]               |     |                                                        |                                                        |  |  |                                                     |                                                     |  |  |                                                 |                                                 |
|  | Ligero                                                                | Travis Banks                                                          | [ 42 ]               | Pin |                                                        |                                                        |  |  |                                                     |                                                     |  |  |                                                 |                                                 |
|  | Ligero                                                                |                                                                       |                      | Pin |                                                        |                                                        |  |  |                                                     |                                                     |  |  |                                                 |                                                 |
|  | Travis Banks                                                          | [ 41 ]                                                                |                      |     |                                                        |                                                        |  |  |                                                     |                                                     |  |  |                                                 |                                                 |
|  | Travis Banks                                                          | [ 41 ]                                                                | Travis Banks         | Pin |                                                        |                                                        |  |  |                                                     |                                                     |  |  |                                                 |                                                 |
|  |                                                                       |                                                                       | Travis Banks         | Pin |                                                        |                                                        |  |  |                                                     |                                                     |  |  |                                                 |                                                 |
|  |                                                                       | Ashton Smith                                                          | [ 42 ]               |     |                                                        |                                                        |  |  |                                                     |                                                     |  |  |                                                 |                                                 |
|  | Ashton Smith                                                          | Ashton Smith                                                          | [ 42 ]               | Pin |                                                        |                                                        |  |  |                                                     |                                                     |  |  |                                                 |                                                 |
|  | Ashton Smith                                                          |                                                                       |                      | Pin |                                                        |                                                        |  |  |                                                     |                                                     |  |  |                                                 |                                                 |
|  | Joseph Conners                                                        | [ 41 ]                                                                |                      |     |                                                        |                                                        |  |  |                                                     |                                                     |  |  |                                                 |                                                 |
|  | Joseph Conners                                                        | [ 41 ]                                                                |                      |     |                                                        |                                                        |  |  |                                                     |                                                     |  |  |                                                 |                                                 |

## Wyniki walk

### 18 czerwca
| Nr                                                                                    | Wyniki | Stypulacje                                                                |
| ------------------------------------------------------------------------------------- | --- | ------------------------------------------------------------------------- |
| 1D                                                                                    | Amir Jordan pokonał Josepha Connersa | Singles match                                                             |
| 2                                                                                     | Zack Gibson pokonał Gentlemana Jacka Gallaghera poprzez submission                                                                              | Ćwierćfinał turnieju WWE United Kingdom Championship Tournament           |
| 3                                                                                     | Joe Coffey pokonał Dave’a Mastiffa | Ćwierćfinał turnieju WWE United Kingdom Championship Tournament           |
| 4                                                                                     | Flash Morgan Webster pokonał Jordana Devlina | Ćwierćfinał turnieju WWE United Kingdom Championship Tournament           |
| 5                                                                                     | Travis Banks pokonał Ashtona Smitha | Ćwierćfinał turnieju WWE United Kingdom Championship Tournament           |
| 6                                                                                     | Toni Storm pokonała Killer Kelly i Islę Dawn | Triple Threat match wyłaniający pretendentkę do NXT Women’s Championship  |
| 7                                                                                     | Zack Gibson pokonał Flash Morgana Webstera poprzez submission                                                                                   | Półfinał turnieju WWE United Kingdom Championship Tournament              |
| 8                                                                                     | Travis Banks pokonał Joego Coffeya | Półfinał turnieju WWE United Kingdom Championship Tournament              |
| 9                                                                                     | British Strong Style (Pete Dunne, Trent Seven i Tyler Bate) pokonali The Undisputed Era (Adama Cole’a, Kyle’a O’Reilly’ego i Rodericka Stronga) | Six-man Tag Team match                                                    |
| 10                                                                                    | Zack Gibson pokonał Travisa Banksa poprzez submission                                                                                           | Finał turnieju wyłaniający pretendenta do WWE United Kingdom Championship |
| (c) – mistrz/mistrzyni przed walkąD – walka była dark matchem (nietransmitowana w TV) | |                                                                           |

### 19 czerwca
| Nr                                                                                    | Wyniki | Stypulacje                                                                   |
| ------------------------------------------------------------------------------------- | --- | ---------------------------------------------------------------------------- |
| 1D                                                                                    | Ligero pokonał Mike’a Hitchmana                                                                                         | Singles match                                                                |
| 2                                                                                     | Moustache Mountain (Tyler Bate i Trent Seven) pokonali The Undisputed Era (Kyle’a O’Reilly’ego i Rodericka Stronga) (c) | Tag Team match o NXT Tag Team Championship                                   |
| 3                                                                                     | Charlie Morgan pokonała Killer Kelly                                                                                    | Singles match                                                                |
| 4                                                                                     | Noam Dar pokonał Travisa Banksa, Flash Morgana Webstera i Marka Andrewsa                                                | Fatal 4-way match wyłaniający pretendenta do WWE United Kingdom Championship |
| 5                                                                                     | Adam Cole (c) pokonał Wolfganga                                                                                         | Singles match o NXT North American Championship                              |
| 6                                                                                     | Aleister Black i Ricochet pokonali EC3 i Velveteen Dreama                                                               | Tag team match                                                               |
| 7                                                                                     | Shayna Baszler (c) pokonała Toni Storm poprzez wyliczenie poza ringowe                                                  | Singles match o NXT Women’s Championship                                     |
| 8                                                                                     | Pete Dunne (c) pokonał Zacka Gibsona                                                                                    | Singles match o WWE United Kingdom Championship                              |
| (c) – mistrz/mistrzyni przed walkąD – walka była dark matchem (nietransmitowana w TV) | |                                                                              |

## Wydarzenia po gali
18 czerwca podczas pierwszego dnia gali ujawniono, że zawodnicy brandu NXT UK będą występować na cotygodniowych galach NXT UK, których nagrania pierwszych odcinków wyznaczono na 28 i 29 lipca. 21 czerwca podczas nagrań odcinków tygodniówki NXT, członkowie grupy The Undisputed Era (Kyle O’Reilly i Roderick Strong) odzyskali NXT Tag Team Championship od Tylera Bate'a i Trenta Sevena.